# Markthalle (Jonzac)

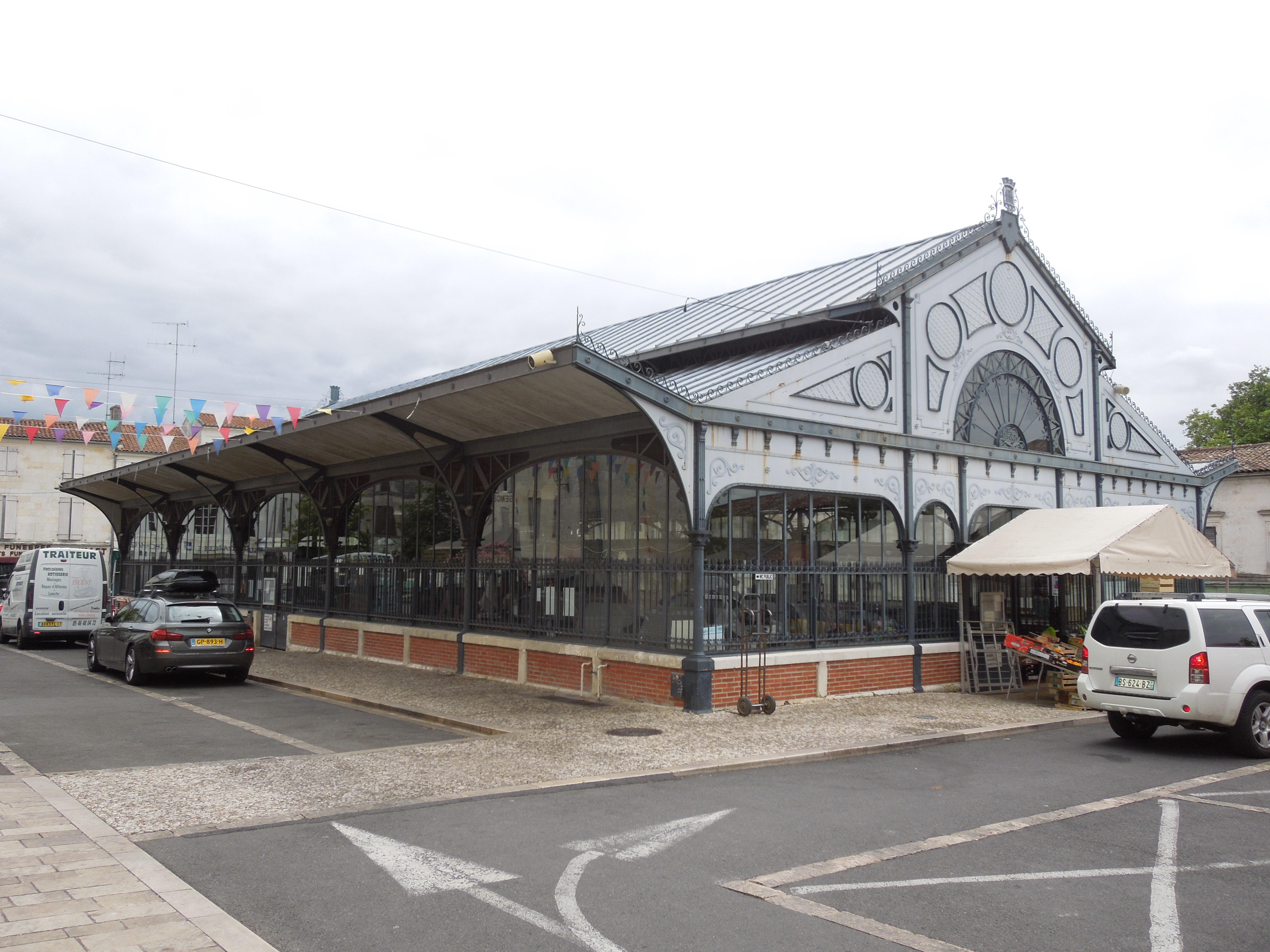
Markthalle in Jonzac

Die Markthalle in Jonzac, einer französischen Gemeinde im Département Charente-Maritime in der Region Nouvelle-Aquitaine, wurde 1889 vom Unternehmen Guyot Pelletier in Orléans errichtet.  
Die Markthalle an der Place du Marché besteht aus einer Stahlkonstruktion mit großen Fensterflächen, sodass das Innere vom Tageslicht gut ausgeleuchtet wird. Im Blechdach sind Lüftungsöffnungen vorhanden. 